# 訓政綱領
《訓政綱領》，是1928年中华民国宣布实施的纲领性文件，并依此为指导制定了1931年《中华民国训政时期约法》。

## 历史
1928年10月3日，中国国民党中央常务委员会第172次会议通过《訓政綱領》。

## 内容
全文如下：

中国国民党实施总理三民主义，依照建国大纲之训政时期，训练国民使用政权，至宪政开始完成全民政治，制定如左之纲领：
第一条 中华民国于训政时期开始，由中国国民党代表大会，代表国民大会，领导国民行使政权。
第二条 中国国民党全国代表大会闭会时，以政权付托中国国民党中央执行委员会执行之。
第三条 依照总理建国大纲所定选举、罢免、创制、复决四种政权，应训练国民逐渐行使，以立宪政之基础。
第四条 治权之行政、立法、司法、考试、监察五项，付托于国民政府总揽而执行之，以立宪政时期民选政府之基础。
第五条 指导监督国民政府重大国务之施行，由中国国民党中央执行委员会政治会议行之。
第六条 中华民国国民政府组织法之修正及解释，由中国国民党中央执行委员会政治会议议决行之。